# Урлују (Телеорман)
Урлују (рум. Urluiu) насеље је у Румунији у округу Телеорман у општини Богдана. Oпштина се налази на надморској висини од 72 m.

## Становништво
Према подацима из 2002. године у насељу је живело 638 становника, од којих су сви румунске националности.